# Huub Jansen
Hubertus Petrus Henricus (Huub) Jansen (Amsterdam, 4 juli 1928 - Leiden, 9 juni 1985) was een Nederlands historicus en mediëvist. Hij was onder andere hoogleraar middeleeuwse geschiedenis aan de Universiteit Leiden.

## Levensloop
Jansen volgde het St. Ignatiusgymnasium in Amsterdam, waarna hij van 1946 tot 1952 geschiedenis studeerde aan de Gemeente Universiteit van Amsterdam met als specialisatie de sociaal-economische geschiedenis van de Middeleeuwen. In 1955 promoveerde hij op het proefschrift Landbouwpacht in Brabant in de veertiende en vijftiende eeuw. Vervolgens werkte hij als geschiedenisleraar in het voortgezet onderwijs, onder meer aan het Casimirlyceum in Amstelveen, waarvan hij ook conrector was. Vanaf 1957 was hij eveneens werkzaam als leraar aan de MO-lerarenopleiding van de Nutsacademie in Rotterdam. In 1969 werd hij wetenschappelijk hoofdmedewerker bij de Rijksuniversiteit Groningen, vanaf 1972 was hij ook verbonden aan de Rijksuniversiteit Leiden. In 1975 werd hij aan laatstgenoemde universiteit benoemd tot hoogleraar in de geschiedenis van de Middeleeuwen wat hij tot aan zijn dood zou blijven.
Naast zijn (hoog)leraarschap schreef hij diverse geschiedkundige werken, onder andere Geschiedenis van de Middeleeuwen, een van zijn omvangrijkste boeken. Ook werkte hij mee aan de Winkler Prins Geschiedenis der Nederlanden en de Algemene Geschiedenis der Nederlanden (zowel de oude als de nieuwe serie).
In 1970 kwam hij eveneens in de eerste redactie van het nieuw vormgegeven tijdschrift Bijdragen en Mededelingen betreffende de Geschiedenis der Nederlanden en vanaf 1981 bekleedde hij ook het voorzitterschap van de Historische Vereniging Holland.
Als gevolg van een slopende ziekte overleed Huub Jansen op 56-jarige leeftijd in 1985.

## Werken (selectie)
- Landbouwpacht in Brabant in de veertiende en vijftiende eeuw, 1955 (proefschrift).
- Algemene geschiedenis der Middeleeuwen, 1964.
- Middeleeuwse geschiedenis der Nederlanden, 1965.
- Hoekse en Kabeljauwse twisten, 1966.
- Jacoba van Beieren, 1967.
- Kalendarium: geschiedenis van de Lage Landen in jaartallen, 1971 (latere titel: Lexicon geschiedenis der Lage Landen, 1983).
- Geschiedenis van de Middeleeuwen, 1978.
- Nassau en Oranje in de Nederlandse geschiedenis, 1979.
- Levend verleden: de Nederlandse samenleving van de prehistorie tot in onze tijd, 1983.

Met anderen:
- Welvaart in wording: sociaal-economische geschiedenis van Nederland van de vroegste tijden tot het einde van de Middeleeuwen, 1964, met W. Jappe Alberts en J.F. Niermeyer.
- De Lage Landen van prehistorie tot 1500, met R.C. van Caenegem en H.T. Waterbolk.
- Kroniek van het Klooster Bloemhof te Wittewierum, met A. Janse.